# Offener Kanal Schleswig-Holstein
Die Offene Kanal Schleswig-Holstein AöR (OKSH-Anstalt) ist eine am 15. September 2006 gegründete rechtsfähige Anstalt des öffentlichen Rechts und Trägerin der Offenen Kanäle in Schleswig-Holstein. Sie wird geleitet von Henning Fietze und hat ihren Sitz in der Landeshauptstadt Kiel. Zu der OKSH-Anstalt gehören die Offenen Kanäle in Kiel, Lübeck, Flensburg und der Offene Kanal Westküste sowie die Abteilung für Medienkompetenz.

## Geschichte

### Vorgeschichte
Am 22. Dezember 1989 wurde die Neufassung des Rundfunkgesetzes für das Land Schleswig-Holstein (Landesrundfunkgesetz – LRG) im Gesetz- und Verordnungsblatt für Schleswig-Holstein Nr. 21 veröffentlicht. Abschnitt V des Gesetzes regelte auf Landesebene die Bedingungen zur Errichtung und zum Betrieb eines Offenen Kanals in Schleswig-Holstein als Einrichtung der Unabhängigen Landesanstalt für das Rundfunkwesen (ULR).
Bereits im Oktober 1989 besetzte die ULR die Stelle des Beauftragten für den Offenen Kanal mit Peter Willers als Dezernent, der am 16. Oktober 1989 seine Arbeit aufnahm.
Nachdem zunächst ein Studio ohne Sendemöglichkeit in der Kieler Lerchenstraße errichtet worden war, startete der Offene Kanal Kiel als erste Einrichtung des OKSH am 16. Dezember 1991 seinen Sendebetrieb in der Hamburger Chaussee in Kiel. Sein Fernsehprogramm wurde von da an im Kieler Breitbandkabelnetz der Deutschen Post auf Kanal 9 verbreitet.
In den Jahren 1992 bis 1997 wurden drei weitere Sender in Schleswig-Holstein in Betrieb genommen, in Lübeck (Radio), in Flensburg (Fernsehen) und in Heide nebst Außenstudio in Husum (Radio). 2002 ging KielFM auf Sendung, der Radiosender im Offenen Kanal Kiel.

### Errichtung der Anstalt öffentlichen Rechts
Am 15. September 2006 beschloss der Schleswig-Holsteinische Landtag, den Offenen Kanal in eigenständige Trägerschaft zu überführen, die Anstalt des öffentlichen Rechts Offener Kanal Schleswig-Holstein. Das betreffende Landesgesetz (OK-Gesetz) trat am 28. Oktober 2006 in Kraft.
Hintergrund war die Zusammenführung der Landesmedienanstalten von Hamburg (HAM) und Schleswig-Holstein (ULR) zur Medienanstalt Hamburg Schleswig-Holstein (MAHSH).
Die Offener Kanal Schleswig-Holstein AöR nahm zum 1. Oktober 2006 ihre Arbeit auf.
Bürgerinnen und Bürger mit Wohnsitz in Schleswig-Holstein, Hamburg und der Region Syddanmark können den OKSH nutzen.

## Aktivitäten
Gemäß den Vorgaben des schleswig-holsteinischen OK-Gesetzes gliedert sich das Aufgabenspektrum des OKSH in die Bereiche:
- Bürgersender inklusive Beratung und Hilfestellung bei der Herstellung von Radio- und Fernsehproduktionen durch Bürgerinnen und Bürger
- Förderung und Vermittlung von Medienkompetenz
- Förderung der Minderheitensprachen

Dazu gehören
- Bereitstellung von technischer Ausrüstung zur Medienproduktion und -sendung
- Betreuung von inklusiven Radioprogrammen
- Konzeption und Durchführung von Multiplikatorenaus- und -fortbildung, u. a. in Kooperation mit weiteren Anbietern aus dem Netzwerk Medienkompetenz SH
- Organisation und Ausrichtung des schleswig-holsteinischen Medienkompetenzpreises (MeKo-Preis SH)[7]
- Förderung Dritter bei der Vermittlung von Medienkompetenz – unter Zurverfügungstellung von Geldern durch die Landesregierung Schleswig-Holstein
- jährliche Ausrichtung des landesweiten Medienkompetenz-Tages in Kooperation mit dem Netzwerk Medienkompetenz Schleswig-Holstein[8]
- Durchführung von Seminaren und medialen Aktionen (MeerBlicke)
- Entwicklung und Durchführung von Medienprojekten in Zusammenarbeit mit Trägern der Bildungsarbeit
- Berufsausbildung von Mediengestaltern Bild/Ton
- Durchführung von Praktika
- Angebot von Plätzen für das FSJ (Kultur, Politik)
- erweiterte Förderung von Minderheiten- und Regionalsprachen, z. B. durch die technische Durchführung und Verbreitung des FriiskFunk über die Frequenzen von WestküsteFM
- jährliche Ausrichtung des Nur 48 Stunden Video-Wettbewerbs in Zusammenarbeit mit dem Kulturbüro des Studentenwerks Schleswig-Holstein und dem Landesverband Jugend und Film SH[9]

## Organe
Organe sind der Beirat, das Beschlussorgan des Offenen Kanals, und die Leiterin oder der Leiter (Leitung).

## Beirat
Der Beirat ist das Beschlussorgan der OKSH-Anstalt. Laut OK-Gesetz § 6 setzt er sich wie folgt zusammen:
- zwei Vertreterinnen oder Vertretern der schleswig-holsteinischen Mitglieder des Medienrates der Landesmedienanstalt,
- einer Vertreterin oder einem Vertreter des Schleswig-Holsteinischen Heimatbunds e. V.,
- einer Vertreterin oder einem Vertreter des Interdisziplinären Zentrums Multimedia der Christian-Albrechts-Universität zu Kiel,
- einer Vertreterin oder einem Vertreter, der oder die von der oder dem Beauftragten für Minderheiten und Kultur der Landesregierung bestimmt wird.

### Aktueller Beirat (von 2023 bis 2028)
Mitglieder des Beirates des Offenen Kanals Schleswig-Holstein sind seit April 2023:
- Ingwer Nommensen
- Heidrun Allert
- Peter Stoltenberg
- Manuela Ross
- Steffen Voß